# Ho Huj
He Huj (kínai: 慧和, pinjin: Hé huì) (Ankang, 1972 –) kínai operaénekes, szoprán.

## Élete, munkássága
Ho Huj Ankangban, Senhszi tartomány északi részén, egy a Kína ősi fővárosától, Hsziantól délre, 246 kilométerre fekvő városban született. Apja orvos, anyja tanár volt. Középiskolás korában, 18 évesen kezdett érdeklődni a nyugati zene iránt, akkor hallotta Puccini Bohémélet című operáját, amelyben Mimit Mirella Freni énekelte. Az első opera, amelyet élőben látott, a Turandot volt, Pekingben, 1996-ban. A Hsziani Zeneművészeti Konzervatóriumban tanult éneket Zsao Jü-csien (Rao Yujian) mellett. „Nagyon későn döntöttem úgy, hogy énekes leszek” – nyilatkozta. 1994-ben végzett, és maradt az iskolában mint nyugati operai énektanár.
1995-ben debütált operaszínpadon: Sanghajban Wolfgang Amadeus Mozart Così fan tutte operájában Dorabella szerepét énekelte mezzoszoprán hangfekvésben. Ezután átállt a szoprán hangra, és 1998-ban a Sanghaji Nagyszínház megnyitó előadásán énekelte Giuseppe Verdi Aida című művében a címszerepet. 2000-ben a második helyet szerezte meg a Los Angelesben megrendezett, Plácido Domingo által támogatott Operalia énekversenyen. A következő évben He és Domingo közös koncertet adott Sanghajban, és ezután indult be nemzetközi karrierje. 2001-ben Domingo meghívására az Aida szerepét énekelte a Los Angeles-i Operában, majd Liut Puccini Turandotjában Washingtonban. 2002 elején a parmai Teatro Regióban debütált Puccini Toscájában. Még ebben az évben megnyerte az olaszországi Bussetóban, Verdi szülővárosában rendezett Concorso Internazionale Voci Verdiane énekversenyt.
Karrierje egyértelműen az olasz operák irányába fordult, főleg Aida, Cso-cso-szán és Tosca szerepére hívták Európa-szerte. Így például 2003-ban Cso-cso-szánként lépett fel Bordeaux-ban, Puccini Pillangókisasszony című operájában. A jelentősebb bemutatói ezt követően 2004-ben a bécsi Staatsoperben, 2006-ban a Milánói Scalában és 2010-ben a londoni Covent Gardenben voltak. Európai szereplései mellett gyakran lépett fel Kínában, és fenntartotta Hszianban az oktatói státuszát is. 2010-ben debütált New Yorkban, a Metropolitanban Aidát énekelte. 2012-ben a Chicagói Lírai Operaházban ugyanezt a karaktert játszotta. A kritika azt írta alakításáról, hogy „egészséges, rugalmas, szép meleg spinto hangja van, szilárd technikával és finom zenei intelligenciával. Nagy hangja könnyedén megnyílt a nagy csúcspontokban”. Operai repertoárja mintegy 12 Verdi és 12 verismo szopránszerepet tartalmaz, benne hét Puccini szereppel. 2013-ban, Verdi születésének 200. évében Verdi Requiemjében énekelt az Arena di Veronában. Az Arenában egyébként 2005-től minden évben énekelt, alkalmanként több operában is. Verdi és Puccini operáin kívül – az olasz repertoáron belül – fellépett Cielea, Giordano és Ponchielli műveiben is. Alkalmanként kilép az olasz operaszoprán szerepéből, 2013-ban például Richard Wagner Lohengrinjében Elzát énekelte, majd Richard Strauss Ariadne Naxos szigetén című operájában is fellépett. Szívesen lép fel áriakoncerteken is, ahol az olasz operákból énekel. Ezeken a hangversenyeken közreműködő partnerei között szerepelt például Roberto Corlianò zongoraművész, Gianluca Terranova tenor, a Hsziani Szimfonikus Zenekar Pietro Rizzi vezényletével és az Ukrán Rádió Szimfonikus Zenekara Vlagyimir Sejko vezényletével. Pályafutása során a fentebb már említett helyszíneken kívül megfordult többek között a Hongkongi Operában, a Marseille-i Operában, a Veronai Arénában, a Berlini Operaházban, a pekingi Nemzeti Előadóművészeti Központban, a Zürichi Operaházban és a bolognai Teatro Comunaléban.
A kritika és a közönség elismeri, ünnepli. Olyan hangja van, amelyet nem lehet észrevenni, nagy … olaszos hang. A Wiener Zeitung így írt róla 2004-es bécsi debütálása után a Volksoperben, ahol a Pillangókisasszonyban lépett fel: „Ho Huj debütálása Butterfly szerepében szenzációs volt: nemcsak nagy hangjával, csodálatos technikájával és csodálatos hangulatával győzött meg, hanem mély és érzelmes interpretációval is … Az ováció valóban megérdemelt volt!” 2006-ban, Hongkongban ugyanezért a szerepéért a következő kritikát kapta: „He Huj szoprán Renata Tebaldi stílusát követi sima folyású és szüntelen gyönyörű vokális megjelenésben … úgy énekel, mintha soha nem állna meg.” Az énekesnő így nyilatkozott színpadi munkájával kapcsolatban: „Azt hiszem, a legfontosabb az, hogy amikor színpadon vagyok, a legjobbat kell megmutatnom, amit aznap érzek. Igen, minden közönség más érzés, de ha mindent megteszek, és ha élvezem a műsort, akkor a közönség is élvezni fogja.”
2017-ben megjelent egy életéről szóló könyv Melanie Ho kínai író-újságíró tollából Journey to the West: He Hui, a Chinese Soprano in the World of Italian Opera (Nyugati utazás: Ho Huj, egy kínai szoprán az olasz opera világában) címmel. Ugyancsak 2017-ben készült egy dokumentumfilm is róla, a címe: Hui He: the soprano from the Silk Road (Ho Huj, a selyemút szopránja), Niccolo Bruna és Andrea Prandstraller rendezte.
Ho Huj Veronában él. 2000 óta Cristina Orsolato és Alessandro Vitellio énekmesternél tanul.

## Felvételei
Válogatás.
| Megjelenés | Tartalom                                      | Közreműködők                                                                      | Kiadó                                                         |
| ---------- | --------------------------------------------- | --------------------------------------------------------------------------------- | ------------------------------------------------------------- |
| 2007       | Hui He Sings Verdi & Puccini                  | Slovak Radio Rymphony Orchestra, Ivan Anguélov                                    | Oehms Classics [CD-DA OC703]                                  |
| 2011       | Verdi: Aida                                   | Maggio Musicale Fiorentino, Zubin Mehta                                           | Art House Music [DVD-video: 101598]                           |
| 2012       | Verdi: Aida                                   | Orchestra Della Fondazione Arena di Verona, Daniel Oren [Amneris: Ulbrich Andrea] | Opus Arte [Blu-ray video: OABD7122D, DVD-video: OA1107D]      |
| 2013       | Ponchielli: La Gioconda                       | Teatro dell’Opera di Salerno, Yishai Steckler                                     | Brilliant Classics [CD-DA 94607]                              |
| 2014       | Verdi: Aida                                   | Veronai Aréna Balett-, Ének- és Zenekara, Omer Meir Wellber                       | Bel Air Classiques [DVD-video: BAC104, Blu-ray video: BAC404] |
| ?          | Giuseppe Verdi: Opera Arias                   | Orchestra Della Fondazione Arena di Verona                                        | Sony Classical                                                |
| ?          | Madame Butterfly – The Trace of the Butterfly |                                                                                   |                                                               |